# Florin Pătrașcu
Florin Pătrașcu (* 12. April 1986 in Brașov) ist ein ehemaliger rumänischer Fußballspieler.

## Karriere
Die Karriere von Pătrașcu begann beim FC Bihor Oradea in der Divizia B, der zweiten rumänischen Liga, wo er in der Saison 2004/05 erstmals zum Einsatz kam. Nachdem er in der darauffolgenden Spielzeit mehrmals zum Einsatz gekommen war, wurde er in der Saison 2006/07 zur Stammkraft. Im Sommer 2007 verpflichtete ihn Erstligist Farul Constanța. Mit seinem neuen Klub kämpfte er den folgenden Spielzeiten um den Klassenverbleib, ehe er am Ende der Spielzeit 2008/09 absteigen musste. Danach wurde er für ein halbes Jahr an Zweitligist Delta Tulcea ausgeliehen, ehe er zu Farul zurückkehrte. Der angestrebte Wiederaufstieg wurde jedoch verpasst. Pătrașcu wechselte zu Astra Ploiești ins Oberhaus. Dieser lieh ihn zu Beginn des Jahres 2011 für sechs Monate an CSMS Iași aus. Nach seiner Rückkehr kam er in der Saison 2011/12 nur noch selten zum Zuge. Er heuerte im Sommer 2012 bei Aufsteiger CS Turnu Severin an, wo sein Vertrag zum Jahresende bereits wieder aufgelöst wurde.
Nach ein paar Monaten ohne Engagement nahm im April 2013 Zweitligist CS Mioveni Pătrașcu unter Vertrag. Dort kam er jedoch nur auf vier Einsätze. Im Sommer 2013 wechselte er zu Ligakonkurrent CSU Craiova. Mit seinem neuen Klub stieg er am Ende der Saison 2013/14 in die Liga 1 auf. Im Sommer 2014 wechselte er zu Absteiger AFC Săgeata Năvodari. Sein neuer Klub zog sich nach der ersten Hälfte der Spiele vom Spielbetrieb zurück, so dass er sich Anfang 2015 Ligakonkurrent Farul Constanța anschloss. 2017 beendete er seine Karriere.